# خرداد (صحيفة)
خرداد (باللغة الفارسية الخرداد ) هي صحيفة تصدر باللغة الفارسية في إيران. تم إغلاقها من قبل المحكمة الدينية الإيرانية الخاصة في نوفمبر 1999، وحُكم على ناشرها ورئيس تحريرها، عبد الله نوري، بالسجن لمدة خمس سنوات في 27 نوفمبر 1999. كان مقر الصحيفة في طهران . 